# 阿什伯里湖 (佛羅里達州)
阿什伯里湖（英語：Ashbury Lake）是位於美國佛羅里達州克萊縣的一個人口普查指定地區。

## 地理
阿什伯里湖的座標為30°03′10″N 81°48′59″W / 30.05278°N 81.81639°W，而該地最高點為海拔高度10米（即33英尺）。

## 人口
根據2010年美國人口普查的數據，阿什伯里湖的面積為44.80平方千米，當中陸地面積為44.10平方千米，而水域面積為0.70平方千米。當地共有人口8700人，而人口密度為每平方千米194人。